# Perdita leucogastra
Perdita leucogastra är en biart som beskrevs av Timberlake 1964. Perdita leucogastra ingår i släktet Perdita och familjen grävbin. Inga underarter finns listade i Catalogue of Life.